# 日進駅 (埼玉県)

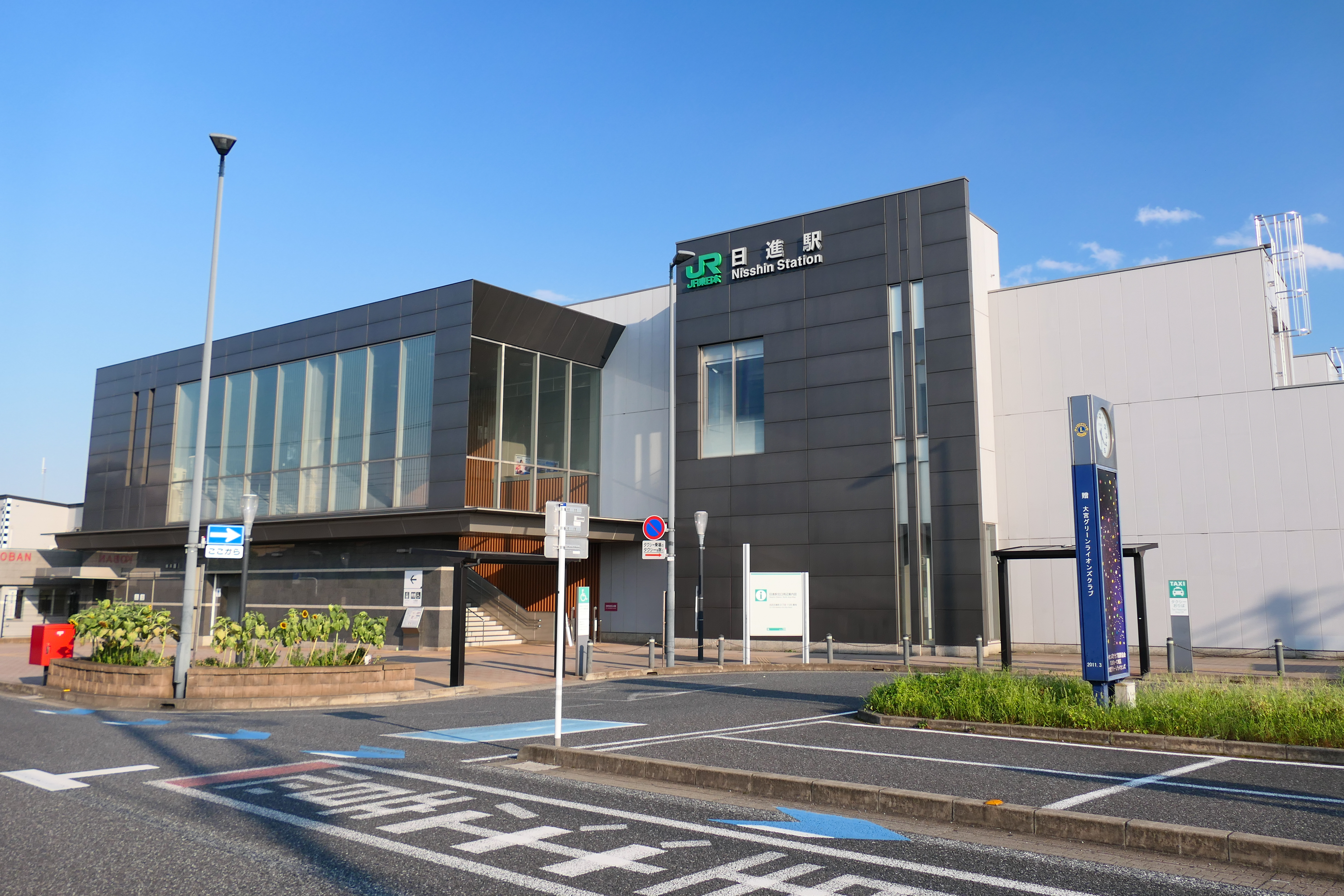
北口（2021年8月）

日進駅（にっしんえき）は、埼玉県さいたま市北区日進町二丁目にある、東日本旅客鉄道（JR東日本）川越線の駅である。

## 歴史
- 1940年（昭和15年）7月22日：川越線の開通に伴い開業[4][2]。駅舎は、同じ川越線の指扇駅（旧駅舎）・南古谷駅に類似していた。
- 1958年（昭和33年）2月：分岐器を発条転轍器（スプリングポイント）に交換[5]。
- 1984年（昭和59年）2月1日：貨物および荷物扱いを廃止[2]。
- 1985年（昭和60年）9月30日：川越線が電化し、埼京線と直通運転を開始。
- 1987年（昭和62年）4月1日：国鉄分割民営化に伴い、東日本旅客鉄道（JR東日本）の駅となる[2]。
- 1996年（平成8年）3月7日：自動改札機を設置し、供用開始[6]。
- 2001年（平成13年）11月18日：ICカード「Suica」の利用が可能となる[広報 1]。上下線ホームに屋根を増設。
- 2007年（平成19年）10月31日：指定席券売機の設置に伴い、みどりの窓口を閉鎖。
- 2010年（平成22年）3月28日：橋上化、北口を開設[7]。記念式典を開催した[8]。
- 2011年（平成23年）
  - 3月31日：北口駅前広場完成。
  - この年度、橋上駅舎完成。
- 2016年（平成28年）8月2日：南口駅前広場の完成記念式典を挙行[9]。

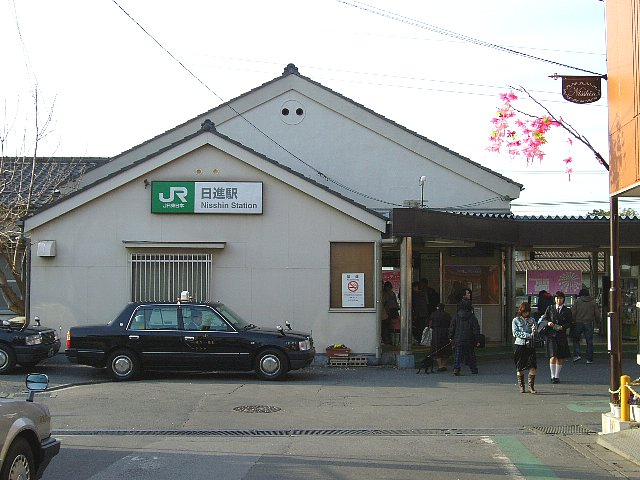
旧駅舎（2006年）

### 駅改修工事
当駅周辺では、大成建設跡地の16.8ヘクタールで、さいたま市による区画整理事業が行われ、2009年（平成21年）3月に完成した。最寄り駅となる当駅では橋上駅舎化による北口・自由通路開設や、南北駅前広場整備が行われた。駅舎と自由通路の基本設計が2006年（平成18年）3月にJR東日本に委託され、駅前広場とアクセス道路についても基本設計が行われた。JR東日本では2008年（平成20年）度に仮駅舎を設置し、2010年（平成22年）3月28日に北口の仮開設、2011年（平成23年）度に橋上駅舎の開業とともに自由通路および北口を本開設する予定と2008年（平成20年）9月に発表し、同年12月28日始発から仮駅舎の使用を開始した。2010年（平成22年）3月28日より、自由通路と北口が開通し、供用が開始された。2016年（平成28年）8月2日に南口駅前広場が完成した。さいたま市やJR東日本が工事を手掛け、総事業費は25億2,000万円である。

### 駅名
日進は、最初に「日進小学校」に付けられ、後から村の名（合併して字の名）となり、当駅名に付けられたという歴史を持つ。
北海道にあるJR北海道宗谷本線の「日進駅」と区別するため、乗車券において当駅は川越線を意味する（川）を添え、「（川）日進」と示される。また、愛知県日進市にも名鉄豊田線の駅として同名の日進駅が存在する。

## 駅構造
相対式ホーム2面2線を有する地上駅である。川越線電化ならびに埼京線との直通を機に大宮駅 - 当駅間だけ複線化した。非電化時代は2面3線であった。
当駅の上り方に電車線と列車線の分岐点があり、ここまでが当駅の場内である。列車線は大宮駅では6・7・11番線と繋がっている。
大宮駅管理の業務委託駅（JR東日本ステーションサービス委託）である。ただし、お客さまサポートコールシステムが導入されており、早朝および日中・夜間の一部時間帯は遠隔対応のため改札係員は不在となる。また、自動券売機、指定席券売機、Suica対応自動改札機、自動精算機が設置されている。

### のりば
| 番線 | 路線            | 方向 | 行先                                           |
| ---- | --------------- | ---- | ---------------------------------------------- |
| 1    | ■川越線         | 北行 | 川越・高麗川方面                               |
| 1    | ■川越線         | 下り | 川越・高麗川方面                               |
| 2    | ■川越線・埼京線 | 南行 | 大宮・池袋・新宿・大崎・りんかい線・相鉄線方面 |
| 2    | ■川越線・埼京線 | 上り | 大宮・池袋・新宿・大崎・りんかい線・相鉄線方面 |

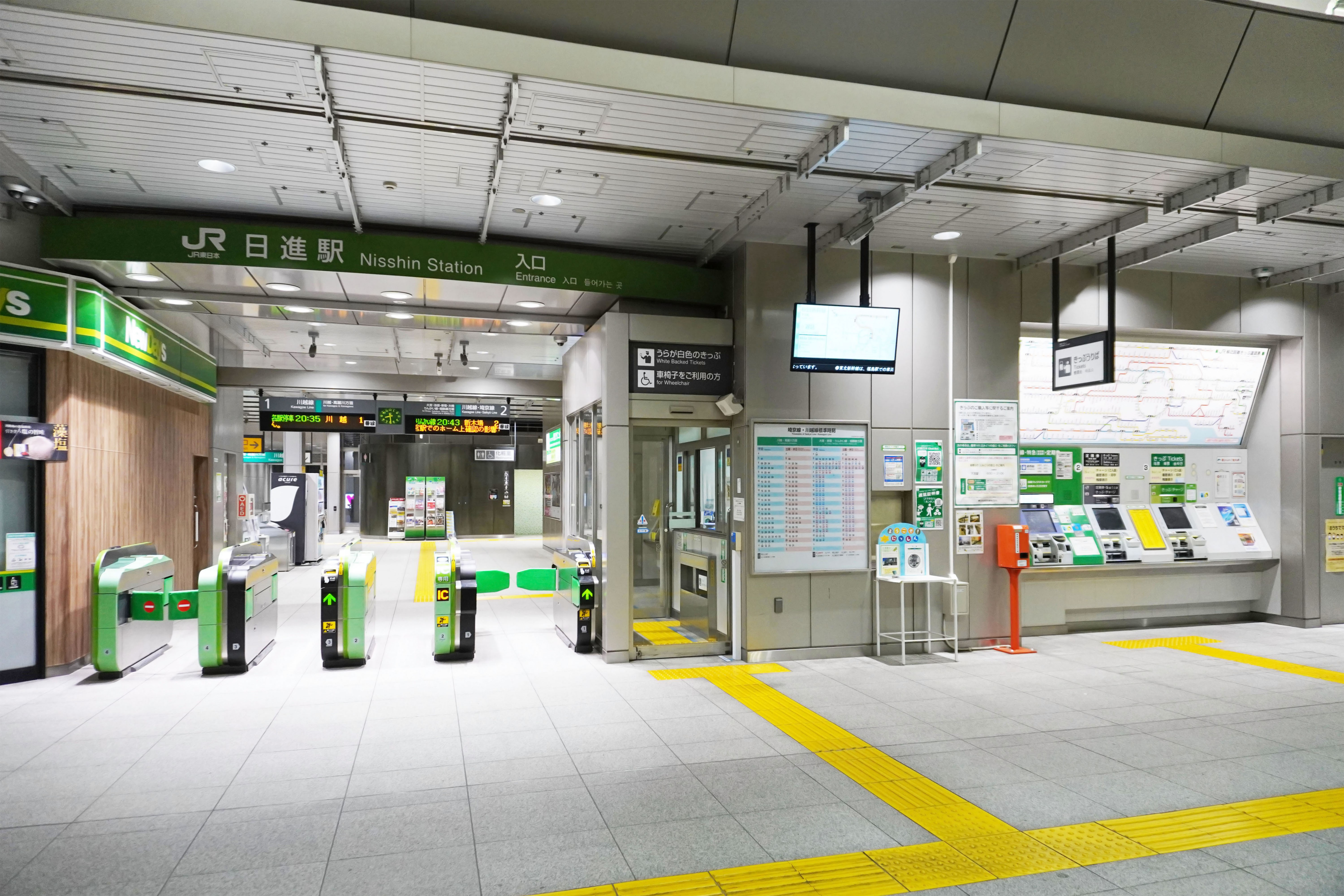
改札口（2023年1月）
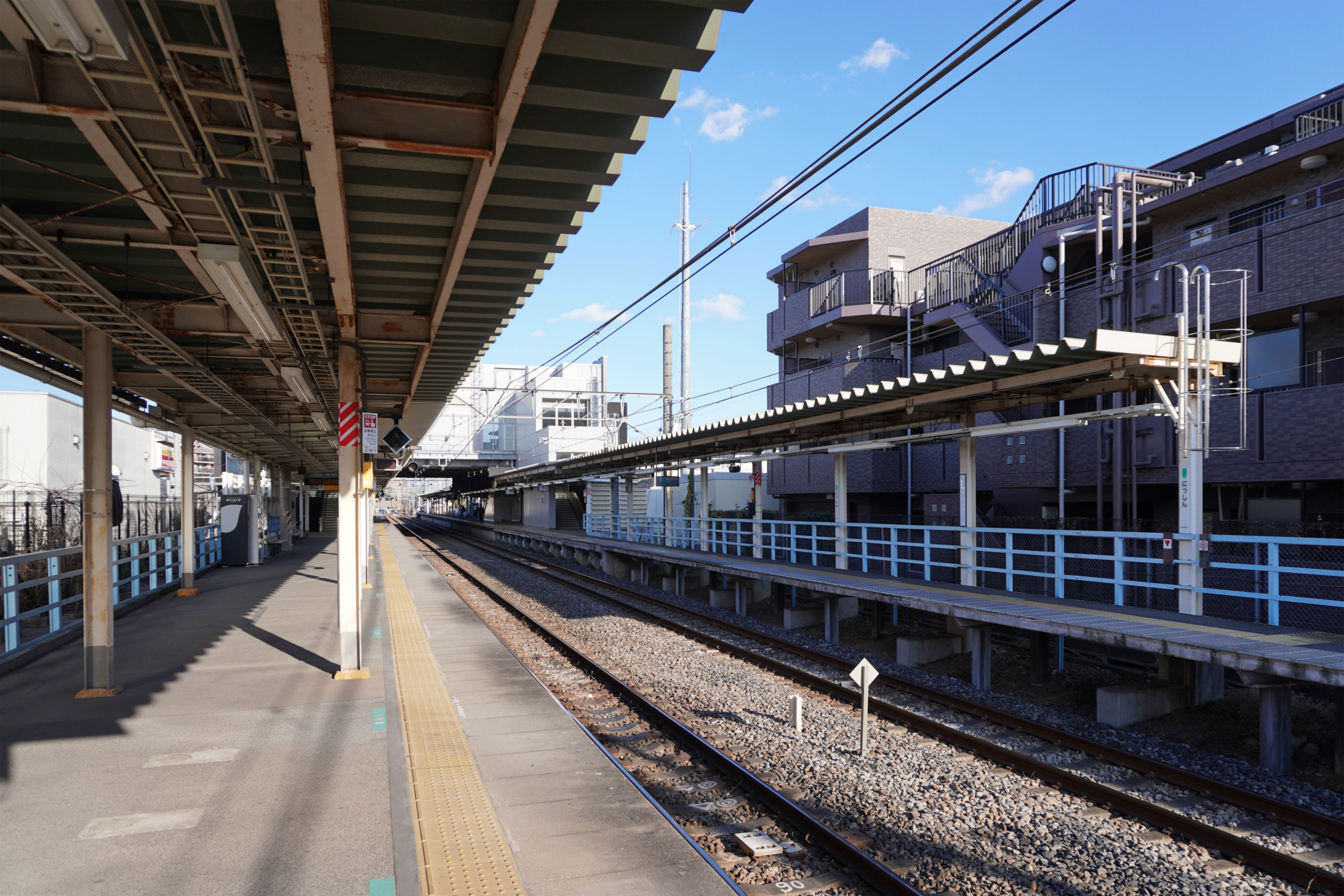
ホーム（2023年1月）

### 発車メロディー
| 1 | ■ | JRE-IKST-006-02 |
| 2 | ■ | JRE-IKST-006-01 |

2025年6月4日の午後4時過ぎまで、1番線はテイチク製の「Dance On｣、2番線は同社製の「小川のせせらぎ」 V1が使用されていた。

## 利用状況
2023年度（令和5年度）の1日平均乗車人員は12,273人である。
JR東日本および埼玉県統計年鑑によると、1987年度（昭和62年度）以降の1日平均乗車人員の推移は以下の通り。
| 年度               | 1日平均 乗車人員 | 出典     |
| ------------------ | ---------------- | -------- |
| 1987年（昭和62年） | 7,505            |          |
| 1988年（昭和63年） | 8,590            |          |
| 1989年（平成元年） | 9,120            |          |
| 1990年（平成02年） | 9,550            |          |
| 1991年（平成03年） | 9,924            |          |
| 1992年（平成04年） | 10,256           |          |
| 1993年（平成05年） | 10,680           |          |
| 1994年（平成06年） | 11,206           |          |
| 1995年（平成07年） | 11,395           |          |
| 1996年（平成08年） | 11,654           |          |
| 1997年（平成09年） | 11,358           |          |
| 1998年（平成10年） | 11,454           |          |
| 1999年（平成11年） | 11,538           | [ * 1 ]  |
| 2000年（平成12年） | 11,647           | [ * 2 ]  |
| 2001年（平成13年） | 11,941           | [ * 3 ]  |
| 2002年（平成14年） | 11,822           | [ * 4 ]  |
| 2003年（平成15年） | 11,830           | [ * 5 ]  |
| 2004年（平成16年） | 11,788           | [ * 6 ]  |
| 2005年（平成17年） | 11,632           | [ * 7 ]  |
| 2006年（平成18年） | 11,732           | [ * 8 ]  |
| 2007年（平成19年） | 12,040           | [ * 9 ]  |
| 2008年（平成20年） | 12,323           | [ * 10 ] |
| 2009年（平成21年） | 11,966           | [ * 11 ] |
| 2010年（平成22年） | 12,290           | [ * 12 ] |
| 2011年（平成23年） | 12,389           | [ * 13 ] |
| 2012年（平成24年） | 12,764           | [ * 14 ] |
| 2013年（平成25年） | 13,256           | [ * 15 ] |
| 2014年（平成26年） | 13,157           | [ * 16 ] |
| 2015年（平成27年） | 13,382           | [ * 17 ] |
| 2016年（平成28年） | 13,447           | [ * 18 ] |
| 2017年（平成29年） | 13,653           | [ * 19 ] |
| 2018年（平成30年） | 13,690           | [ * 20 ] |
| 2019年（令和元年） | 13,770           | [ * 21 ] |
| 2020年（令和02年） | 10,675           | [ * 22 ] |
| 2021年（令和03年） | 11,082           |          |
| 2022年（令和04年） | 11,811           |          |
| 2023年（令和05年） | 12,273           |          |

## 駅周辺
さいたま市は当駅周辺を副都心のひとつに位置づけており、「日進駅周辺まちづくり推進事業」が進められている。当駅の北東地区は区画整理され、大規模マンションが建設された。
この区画整理地区とのアクセスを主な目的として、2010年（平成22年）3月に駅の橋上化に合わせて北口を開設した。2011年（平成23年）2月に橋上駅舎が、同年3月にはアクセス道路と北口駅前広場が、それぞれ完成した（道路は駅北側の線路沿いの市道を改良したもので、線路側の歩道を広くとっており、車道は狭い）。
南口駅前広場は、接続する市道と合わせ2016年（平成28年）2月から工事を進め、同年7月末に完成した。面積約1750平方メートルで、工事費は約8500万円。
南北ともに、ロータリーにタクシー乗降場や身体の不自由な人が車に乗り降りするスペースを広く設け、歩行者の通路も安全に配慮して整備された。
市は南口広場に続き、駅南側の日進七夕通りの商店街を活性化するため、歩道を整備して一方通行化し、電線を地中化するなどの工事を進める。
- 大宮日進郵便局
- さいたま市北区役所日進支所
- 埼玉りそな銀行日進支店
- JR東日本研究開発センター
- マレリ研究開発センター・本社
- イスタ！日進
  - ヨークマート 日進店
- イオン大宮店
- フードガーデン 日進店
- ドン・キホーテ 大宮店
- さいたま市立日進小学校
- 宮原駅（高崎線） - 徒歩約15分
  - 高崎線や川越線、埼京線が運転を見合わせた場合、宮原駅と当駅との相互乗車が特認される場合がある。
- 加茂宮駅（ニューシャトル） - 徒歩約15分

## バス路線
南口および北口にて、さいたま市が運営する北区コミュニティバス（宮原駅東口・西口行き）が発着する（運行は東武バスウエスト大宮営業事務所に受託）。2011年（平成23年）4月4日から北口駅前広場への乗り入れが開始された。

## 隣の駅
東日本旅客鉄道（JR東日本）
■川越線
■通勤快速・■快速・■各駅停車
大宮駅 (JA 26) - 日進駅 - 西大宮駅

### 記事本文

##### 広報資料・プレスリリースなど一次資料
1. ↑  “Suicaご利用可能エリアマップ（2001年11月18日当初）” (PDF).   東日本旅客鉄道. 2019年7月27日時点のオリジナルよりアーカイブ。2020年4月29日閲覧。

### 利用状況
1. ↑  埼玉県. “埼玉県統計年鑑”. 埼玉県. 2020年5月20日閲覧。
2. ↑  “さいたま市／さいたま市統計書”. www.city.saitama.jp. 2020年5月20日閲覧。
3. ↑  “さいたま市／旧大宮市統計書”. www.city.saitama.jp. 2020年5月20日閲覧。

JR東日本の2000年度以降の乗車人員
1. ↑  各駅の乗車人員（2000年度） - JR東日本
2. ↑  各駅の乗車人員（2001年度） - JR東日本
3. ↑  各駅の乗車人員（2002年度） - JR東日本
4. ↑  各駅の乗車人員（2003年度） - JR東日本
5. ↑  各駅の乗車人員（2004年度） - JR東日本
6. ↑  各駅の乗車人員（2005年度） - JR東日本
7. ↑  各駅の乗車人員（2006年度） - JR東日本
8. ↑  各駅の乗車人員（2007年度） - JR東日本
9. ↑  各駅の乗車人員（2008年度） - JR東日本
10. ↑  各駅の乗車人員（2009年度） - JR東日本
11. ↑  各駅の乗車人員（2010年度） - JR東日本
12. ↑  各駅の乗車人員（2011年度） - JR東日本
13. ↑  各駅の乗車人員（2012年度） - JR東日本
14. ↑  各駅の乗車人員（2013年度） - JR東日本
15. ↑  各駅の乗車人員（2014年度） - JR東日本
16. ↑  各駅の乗車人員（2015年度） - JR東日本
17. ↑  各駅の乗車人員（2016年度） - JR東日本
18. ↑  各駅の乗車人員（2017年度） - JR東日本
19. ↑  各駅の乗車人員（2018年度） - JR東日本
20. ↑  各駅の乗車人員（2019年度） - JR東日本
21. ↑  各駅の乗車人員（2020年度） - JR東日本
22. ↑  各駅の乗車人員（2021年度） - JR東日本
23. ↑  各駅の乗車人員（2022年度） - JR東日本
24. ↑  各駅の乗車人員（2023年度） - JR東日本

埼玉県統計年鑑
1. ↑  埼玉県統計年鑑（平成12年）
2. ↑  埼玉県統計年鑑（平成13年）
3. ↑  埼玉県統計年鑑（平成14年）
4. ↑  埼玉県統計年鑑（平成15年）
5. ↑  埼玉県統計年鑑（平成16年）
6. ↑  埼玉県統計年鑑（平成17年）
7. ↑  埼玉県統計年鑑（平成18年）
8. ↑  埼玉県統計年鑑（平成19年）
9. ↑  埼玉県統計年鑑（平成20年）
10. ↑  埼玉県統計年鑑（平成21年）
11. ↑  埼玉県統計年鑑（平成22年）
12. ↑  埼玉県統計年鑑（平成23年）
13. ↑  埼玉県統計年鑑（平成24年）
14. ↑  埼玉県統計年鑑（平成25年）
15. ↑  埼玉県統計年鑑（平成26年）
16. ↑  埼玉県統計年鑑（平成27年）
17. ↑  埼玉県統計年鑑（平成28年）
18. ↑  埼玉県統計年鑑（平成29年）
19. ↑  埼玉県統計年鑑（平成30年）
20. ↑  埼玉県統計年鑑（令和元年）
21. ↑  埼玉県統計年鑑（令和2年）
22. ↑  埼玉県統計年鑑（令和3年）